# Lily Weiding

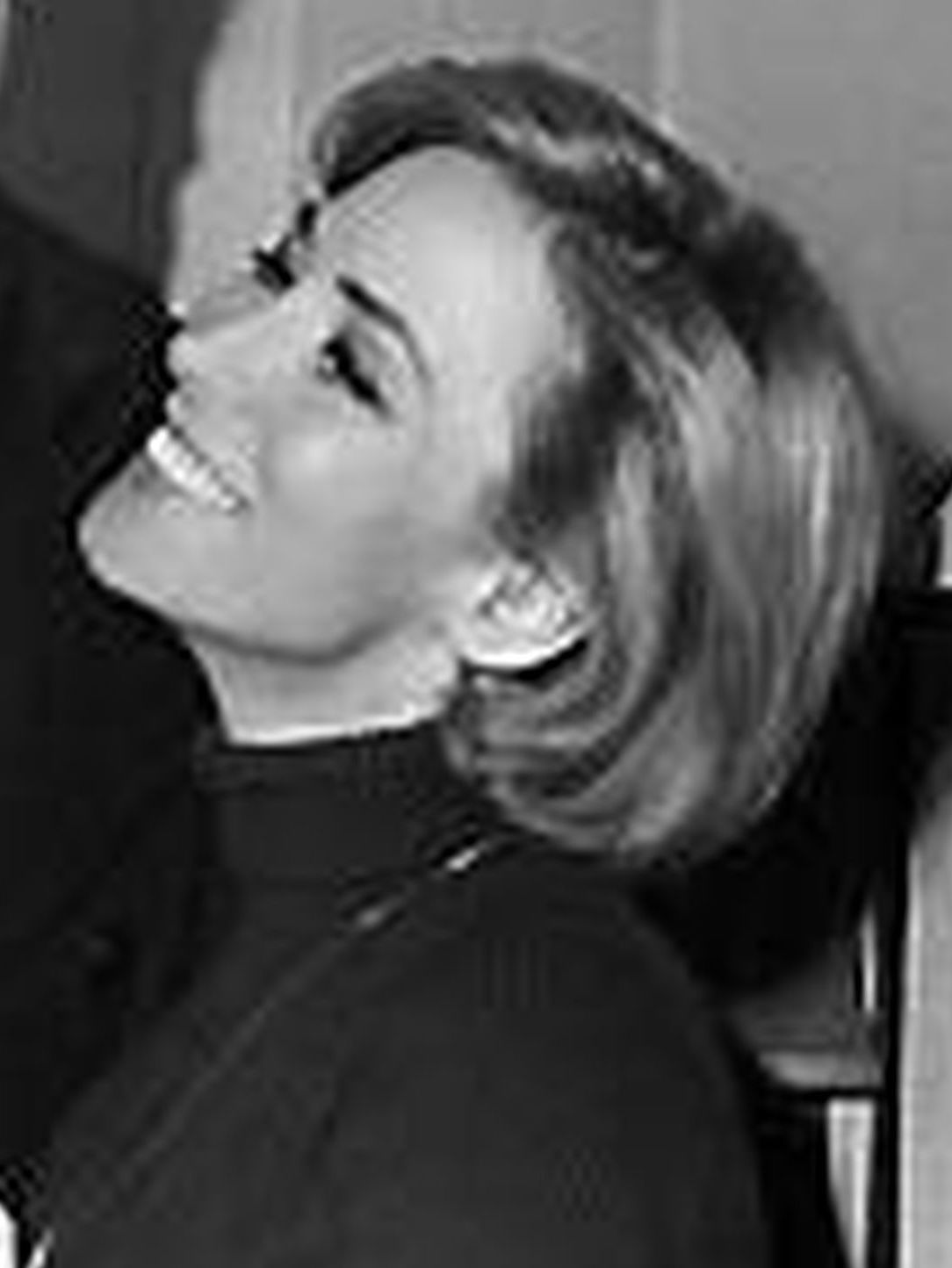
Lily Weiding (1966)

Lily Weiding (* 22. Oktober 1924 in Kopenhagen; † 15. Juni 2021) war eine dänische Film- und Theaterschauspielerin.

## Werdegang
Weiding nahm schon früh Ballettunterricht. 1942 debütierte sie als 17-Jährige in Frederiksberg am Frederiksberg Teater (Camp X Aveny) als Emily in dem Theaterstück Vor By. Von 1943 bis 1945 erhielt sie eine Ausbildung an der Eleveskole des Königlichen Theaters Kopenhagen und arbeitete anschließend einige Jahre an diesem Theater.
Von 1958 bis 1966 nahm sie verschiedene Engagements am Riddersalen-Theater und Det kongelige Teaters an, wo sie in verschiedenen erfolgreichen Aufführungen auftrat. Weiterhin trat Lily Weiding in mehreren Hauptrollen am Odense Teater, Husets Teater, Bristol Music Centers Teater und Betty Nansen Teatret auf. Einen großen Erfolg als Theaterschauspielerin hatte sie in dem Theaterdrama American Buffalo, das am 23. November 1975 im Goodman Theatre in Chicago uraufgeführt und mit dem New York Drama Critics’ Circle Award ausgezeichnet sowie für weitere andere Auszeichnungen nominiert wurde. Zudem spielte Weiding auch als Schauspielerin in vielen dänischen Film-und-Fernsehproduktionen mit.
Lily Weiding starb am 15. Juni 2021 im Alter von 96 Jahren. Sie wurde an der Seite ihres Ehemannes beigesetzt.

## Familie
Sie war die Tochter des dänischen Bassisten Paul Weiding (1895–1987) und seiner Ehefrau Ane Marie Gaardsdal (1895–1984).
1945 heiratete sie den Schauspieler Sigfred Johansen (1908–1953). Nach seinem Tod heiratete sie den Schauspieler Mogens Wieth (1919–1962), mit dem sie zwei gemeinsame Töchter hat, Xenia Wieth und die dänische Schauspielerin Julie Wieth. Seit 1965 bis zu dessen Tod 2018 lebte Lily Weiding mit dem Schauspieler Morten Grunwald zusammen; sie heirateten 1980. Ihre gemeinsame Tochter Tanja Grunwald ist ebenfalls Schauspielerin.

## Filmografie (Auswahl)
- 1942: Tyrannens fald
- 1942: Damen med de lyse handsker
- 1945: De kloge og vi gale
- 1946: Billet mrk.
- 1947: Oktoberroser
- 1947: Familien Swedenhielm
- 1948: Tre år efter
- 1948: Kristinus Bergman
- 1956: Tante Tut fra Paris
- 1957: De røde tjørne
- 1957: Sei lieb zu mir (Ingen tid til kærtegn)
- 1959: Tre må man være
- 1964: 2 × 2 im Himmelbett (Halløj i himmelsengen)
- 1967: Martha (Martha)
- 1971: Tjærehandleren
- 1974: Der (voraussichtlich) letzte Streich der Olsenbande (Olsen-bandens sidste bedrifter)
- 1991: En dag i oktober
- 1993: Det forsømte forår
- 1997: Hænderne op
- 1999: Morten Korch – Ved stillebækken (Fernsehserie)
- 2001: Trækfugle
- 2003: Dänische Delikatessen (De grønne slagtere)
- 2008: Anja & Viktor – I medgang og modgang

## Auszeichnungen
Weiding wurde zum Ritter des Dannebrogs ernannt. Des Weiteren erhielt sie noch viele weitere Auszeichnungen:
- 1950: Gösta Ekman-Preis (Gösta Ekman-prisen)
- 1956: Teaterpokalen
- 1956: Holger Gabrielsens æreslegat
- 1961: Frederik Schybcrgs mindelegat
- 1963: Läkerols Kulturpris
- 1964: Bodil Ipsen-legatet
- 1966: Henkel-Preis (Henkel-prisen, heute Lauritzen-Preis)
- 1970: Tagea Brandts Rejselegat
- 1970: Ingrid Jespersens Legat
- 1973: Olaf Poulsen-legatet